# Корейські звертання
У корейській мові є спеціальні звернення до людей, які залежать від статусу і статевої приналежності співрозмовника, а також статусу та (в деяких випадках) статевої належності мовця.

## Основні звернення
- Хьон (кор. 형 [hyŏng], від кит. 兄 [xiōng]) — звернення молодшого брата до старшого (аналог — кит.: 哥哥 [Gēge]), також може використовуватися в неформальному спілкуванні при зверненні молодшого члена колективу до старшого. Може приєднувати поважний суфікс «-нім» (님)[1].
- Оппа (кор. 오빠 [oppa]) — аналог зазначеного вище звернення, але використовується жінками та дівчатами щодо старших братів, або (в неформальній обстановці) по відношенню до молодих чоловіків, старших за них[2].
- Онні (також: Унні; кор. 언니 [ŏnni]) — звернення, аналогічне «Хьон», використовується в тих же випадках між жінками та дівчатами (аналог — кит.: 姐姐 [jiějie])[3].
- Нуна (кор. 누나 [nuna]) — звернення молодшого брата до старшої сестри. По відношенню до дівчат старше себе вживається не надто часто[4].
- Донсен (тонсен) кор. 동생 — так говорять про молодшого, непряме зверненням в розмові з третьою особою. Залежно від статі, говорять «уомтонсен» (молодша сестра / подруга) або «намтонсен» (молодший брат / друг)[5].

До молодших братів чи сестер, а також молодших членів колективу спеціальні звернення, як правило, не вживаються, для звернення до них використовуються особисті імена. Оппа, хьон, нуна, онні — практично не застосовуються до тих, хто старше на понад 15 років.
- Аджоссі (кор. 아저씨 [ajŏssi]) — шанобливе звертання до чоловіка (як правило, старшого за віком; аналог англ.: mister або ісп.: señor)[6].
- Аджума (кор. 아줌마 [ajumma]) — стандартне, часто не надто ввічливе звертання до незнайомої жінки середніх років (як правило, одруженої; аналог англ.: Mrs. або ісп.: señora).
- Агассі (кор. 아가씨 [agassi]) — аналогічне вищевказаному звертання до молодих дівчат (аналог англ.: miss або ісп.: señorita).
- Сонбе (кор. 선배 [sŏnbae], від кит.: 先辈 [xiānbèi] старшина) — звернення до старшого колеги (людини), у якого більше досвіду в тій чи іншій області. При високому статусі колеги до звернення додається поважний суфікс «-нім» (님), (аналог япон.: семпай).[7]
- Хубе (кор. 후배 [hubae], від кит.: 後輩 [hòubèi] молодь, нове покоління) — молодший (необов'язково за віком) за званням, посадою, по положенню на службі або учень молодших класів / курсів, юніор, помічник. В японській мові також є аналогічне слово — кохай.

## Інші звертання
- Орабоні (кор. 오라버니 [oraboni]) — звернення дівчини до старшого брата. Іноді може використовуватися як «братику» у грайливому зверненні дівчини до хлопця, молодого чоловіка. Ця форма звертання вважається застарілою і нині, зазвичай, кажуть Оппа, однак вона часто використовується у історичних дорамах.[8][9]